# Куйган (Шардаринский район)
Куйган (каз. Құйған) — село в Шардаринском районе Туркестанской области Казахстана. Входит в состав Жаушикумского сельского округа. Код КАТО — 516437500.

## Население
В 1999 году население села составляло 164 человека (90 мужчин и 74 женщины). По данным переписи 2009 года, в селе проживали 243 человека (148 мужчин и 95 женщин).